# Idrifaia
Idrifaia (węg. Héderfája) – wieś w Rumunii, w okręgu Marusza, w gminie Suplac. W 2011 roku liczyła 677 mieszkańców.